# Хамилтон (мјузикл)
Хамилтон је мјузикл за који је музику и текст написао Лин Мануел Миранда, a који приповеда о једном од Очева оснивача Сједињених Америчких Држава, Александру Хамилтону. Mјузикл је инспирисан биографијом Александар Хамилтон историчара Рона Чернауа из 2004. године. Заступљени су раличити музички жанрови, највише хип-хоп, R&B поп, соул. Шоу такође инкорпорира слепи кастинг (color-conscious casting) глумаца који нису белци као Очева оснивача и осталих историјских личности. Због овог модерног начина приповедања, Хамилтон је описан као мјузикл о „Америци тада, како би је описала Америка сада.“

Од  своје премијере Хамилтон је наишао на „готово универзално одобраванје“. Премијера је одржана у Public Theatre у Њујорку 17. фебруара 2015. године и овом приликом је распродат целокупни позоришни ангажман. Освојио је осам Drama Desk Awards награда, укључујући Outstanding Musical. Затим је премештен у Richard Rodgers Theatre на Бродвеју, с премијером 6. августа 2015. године, где је такође добио универзално позитивне кртитке и остварио високу зараду. На Tony Awards 2016. године, Хамилтон је био номинован у рекордних шеснаест категорија, а освојио једанаест награда, укључујући Најбољи мјузикл. Те године је такође добио Пулитзерову награду за драму.
Продукција Хамилтон у Чикагу имала је предпремијеру у септембру 2016. године, а убрзо након тога почела је да се приказије и званичо. Хамилтон Вестендског театра премијерно је одигран у децембру 2017. године и освoјио седам Olivier Awards награда 2018. године, укључујући Best New Musical. Прва национална тура почела је перформансе у марту 2017. године. Наредна је почела у фебруару 2018, а трећа у јануару 2019. године, са три недеље у Порторику.

## Идеја за мјузикл и рана извођења
Идеја за мјузикл Хамилтон рођена док је Лин Мануел Миранда био на одмору након учествовања у свом Бродвеј мјузиклу In the Heights. Прочитавши Чернауову биографију Александар Хамиллтон из 2004. године, почео је да размишља о мјузиклу који би говорио о овој историјској личности и испитао да ли је икада створен сценски мјузикл о Хамилтоновом животу. Пронашавши свега једну представу на Бродвеју 1917. године, започео је пројекат назван The Hamilton Mixtape.
Миранда је позван да 12. маја 2009. у Белој Кући изводи музичке нумере из мјузикла In the Heights, али је уместо тога извео прву песму из свог новог пројекта, која ће касније постати Alexander Hamilton, прва нумера самог мјузикла. Након тога је годину дана радио на My Shot, још једној од раних нумера.
Своје прво извођенје Хамилтон је доживео под називом The Hamilton Mixtape, 27. јула 2013. године на Vassar Reading фестивалу, као радионица. Састојао се од целокупног првог и три нумере из другог чина. Продукцију је режирао Томас Кеил, а место музичког директора је заузео Алекс Лакамор, који је такође обезбедио клавирску пратњу.
Само три главна члана прве поставе су учествовала у Off-Broadway продукцији: Лин Мануел Миранда, Давид Дигз и Кристофер Џексон. Прелазак на Бродвеј  није условио много промена у глумачкој потсави из Off-Broadway продукције. Једино су се Брајан д'Арси Џејмс и Џонатан Гроф заменили у улози краља Џорџа III. 

## Филм
Миранда је 10. фебруара 2017. године открио да је писац књјиге о мјузиклу In the Heights, Киара Алегриа Худес написала сценарио за филмску адаптацију Хамилтона. Тада је, међутим, упозорио да, због жеље да се људима обезбеди што више времена да виде сценску верзију, филм неће бити снимљен у наредних неколико година.

## Допринос образовању
KQED Новости су писале о порасту броја наставника историје у Сјединјеним Државама, који се труде да инспиришу своје ученике уз помоћ мјузикла. Нумере The Cabinet rap battles су помогле да заинтересују ученике за теме које су традиционално биле сматране незанимљивим. KQED Новости су додале да је Хамилтон нарочито користан ученицима који Америку XVIII века сматрају далеком и ирелевантном за свој живот, јер представља Оце осниваче као праве људе, са истинским осећањима и манама, које је, као такве, лакше разумети него њихове представе у уџбеницима.

## Утицај мјузикла
- Министарство финансија Сједињених Америчких Држава је 2015. године објавило намеру да се новчаница од 10 долара, на којој је до тада била слика Александра Хамилтона, редизајнира, с намером да се уместо његовог портрета појави портрет, тада још неодабране, значајне жене из америчке историје. Међутим, захваљујући великој популарности Хамилтона, ови планови су обустављени и уместо Хамилтонове слике замењена је слика Ендруа Џексона, која је до тада била на новчаници од 20 долара.
- Hamilton: The Exhibition је био интерактивни музеј, који се фокусирао на живот Александра Хамилтона, али и  историју мјузикла.
- Пошто је доживео премијеру на Њујоршком филмском фестивалу 1. окробра 2016. године, PBS-ова телевизијска антологија Great Performances приказала је 21. октобра 2016. документарни филм Hamilton's America[3].
- Kњига Hamilton: The Revolution, чији су аутори Миранда и Џереми мек Картер, издата је 12. априла 2016. године. Детаљно је описивала развој Хамилтона од идеје до успешног Бродвеј мјузикла. У оквиру књиге је дат увид у револуцију фининсијског система коју је Александар Хамилтон спровео, као и у културну револуцију, која прожима мјузикл.